# Mirhipipteryx schuchmanni
Mirhipipteryx schuchmanni är en insektsart som beskrevs av Günther, K.K. 1994. Mirhipipteryx schuchmanni ingår i släktet Mirhipipteryx, och familjen Ripipterygidae. Inga underarter finns listade i Catalogue of Life.